# Glauberg
Cet article possède un paronyme, voir Glauber.
Le Glauberg est un éperon rocheux formant un étroit plateau, qui a accueilli une occupation humaine allant du Néolithique jusqu'au Moyen Âge, dont un oppidum celte de l'Âge du fer. Il se situe sur la commune de Glauburg, dans le land de Hesse, en Allemagne. Un tumulus situé au pied de l'éperon et abritant une tombe celte du Ve siècle av. J.-C. a livré une statue grandeur nature représentant un haut personnage de sa communauté.

## Historique
Le site archéologique est connu depuis 1906 avec la découverte d'un torque. L'oppidum a été fouillé par Heinrich Richter en 1933-34, puis par Fritz-Rudolf Hermann en 1985 et de 1994 à 1997. Le tumulus, complètement nivelé par l'agriculture, a été repéré en 1986 par archéologie aérienne.

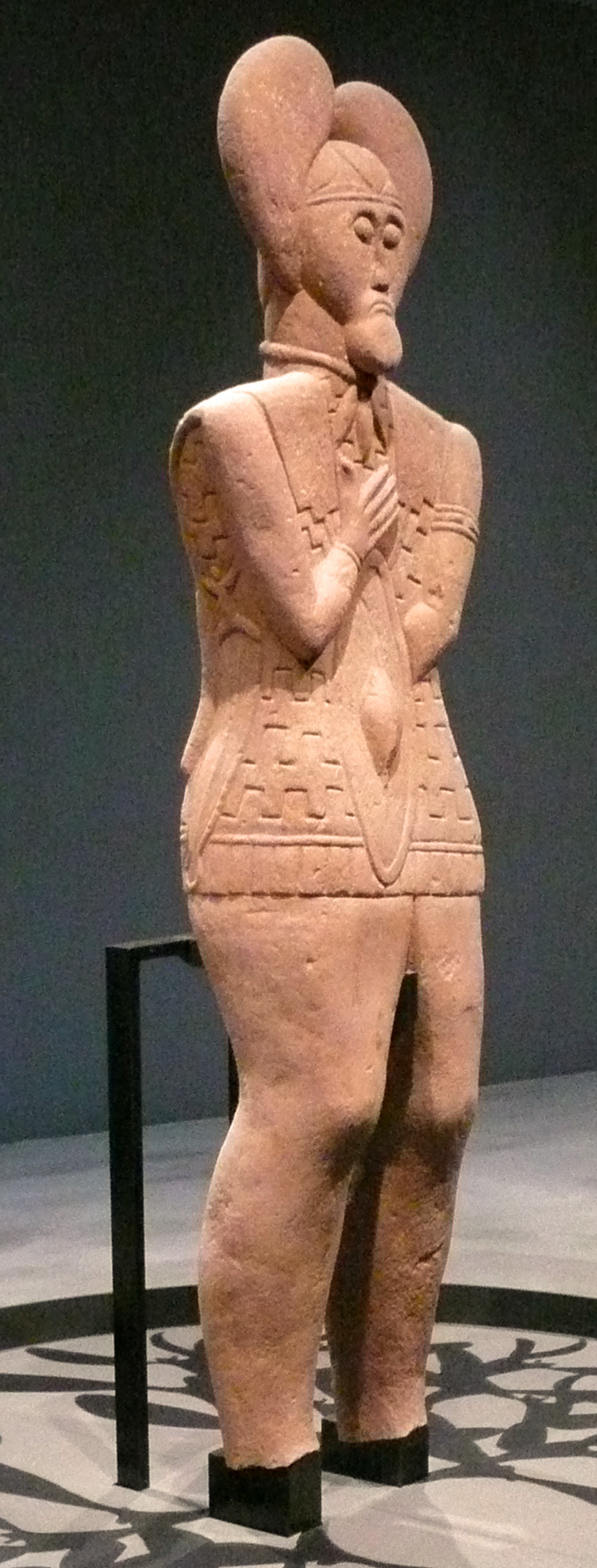
Guerrier ou druide du Glauberg

## Description
Le Glauberg est un éperon basaltique situé au sud du Vogelsberg qui forme un plateau long de plus de 800 m, protégé sur trois côtés par une forte pente naturelle. Il se trouve à une altitude de 276 m et domine la plaine environnante de 150 m. Son sommet a accueilli une implantation de l'Âge du bronze à laquelle a succédé un oppidum celte.
Le tumulus découvert en 1986 au pied de l'éperon est précédé d'une longue allée. On y a trouvé en 1996 la statue à taille humaine (1,86 m) d'un guerrier ou d'un druide en armes, du même type que celle de Hirschlanden, ainsi que des vases de bronze et des offrandes funéraires. Les fragments de trois autres statues similaires à la première ont également été mis au jour. La tombe est datée du Ve siècle av. J.-C.

## Chronologie
Le plateau est occupé depuis le Néolithique. Il a livré des traces de la culture des champs d'urnes, datées de l'Âge du bronze récent. Des fortifications et un bassin de rétention d'eau ont été construits vers la fin de la période de Hallstatt (Âge du fer ancien). Délaissé à l'époque romaine, le plateau a été à nouveau occupé au Moyen Âge, et ce jusqu'au XIIIe siècle.

## Galerie

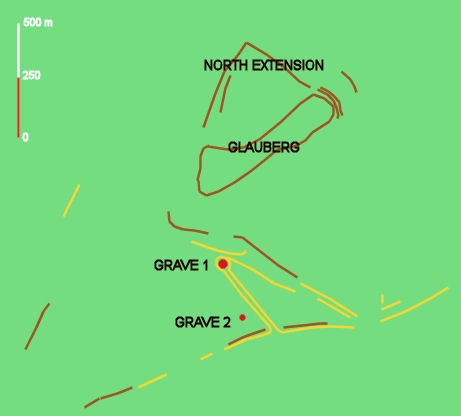
Les tumulus au pied de l'oppidum.
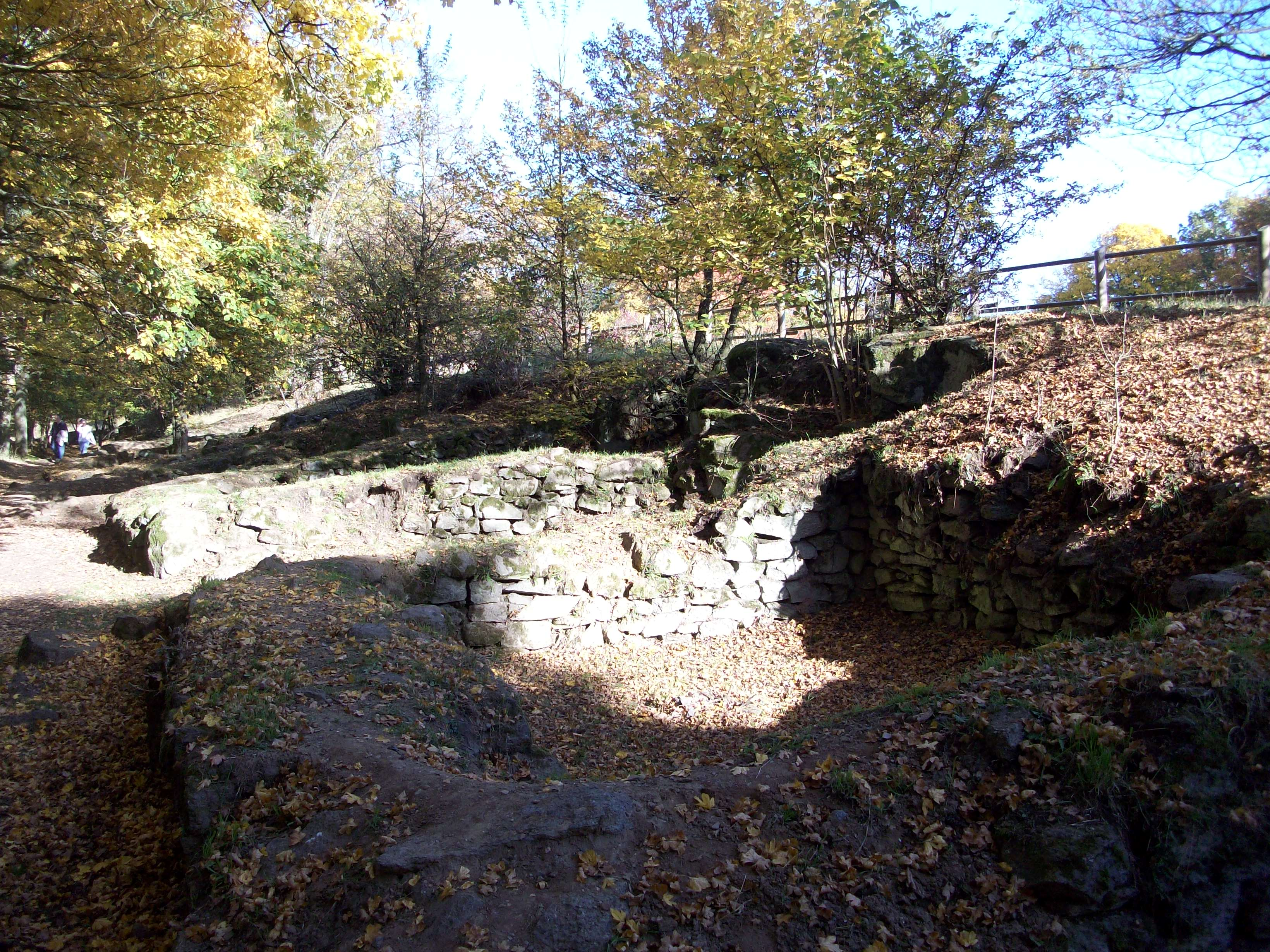
Constructions celtes sur le plateau.
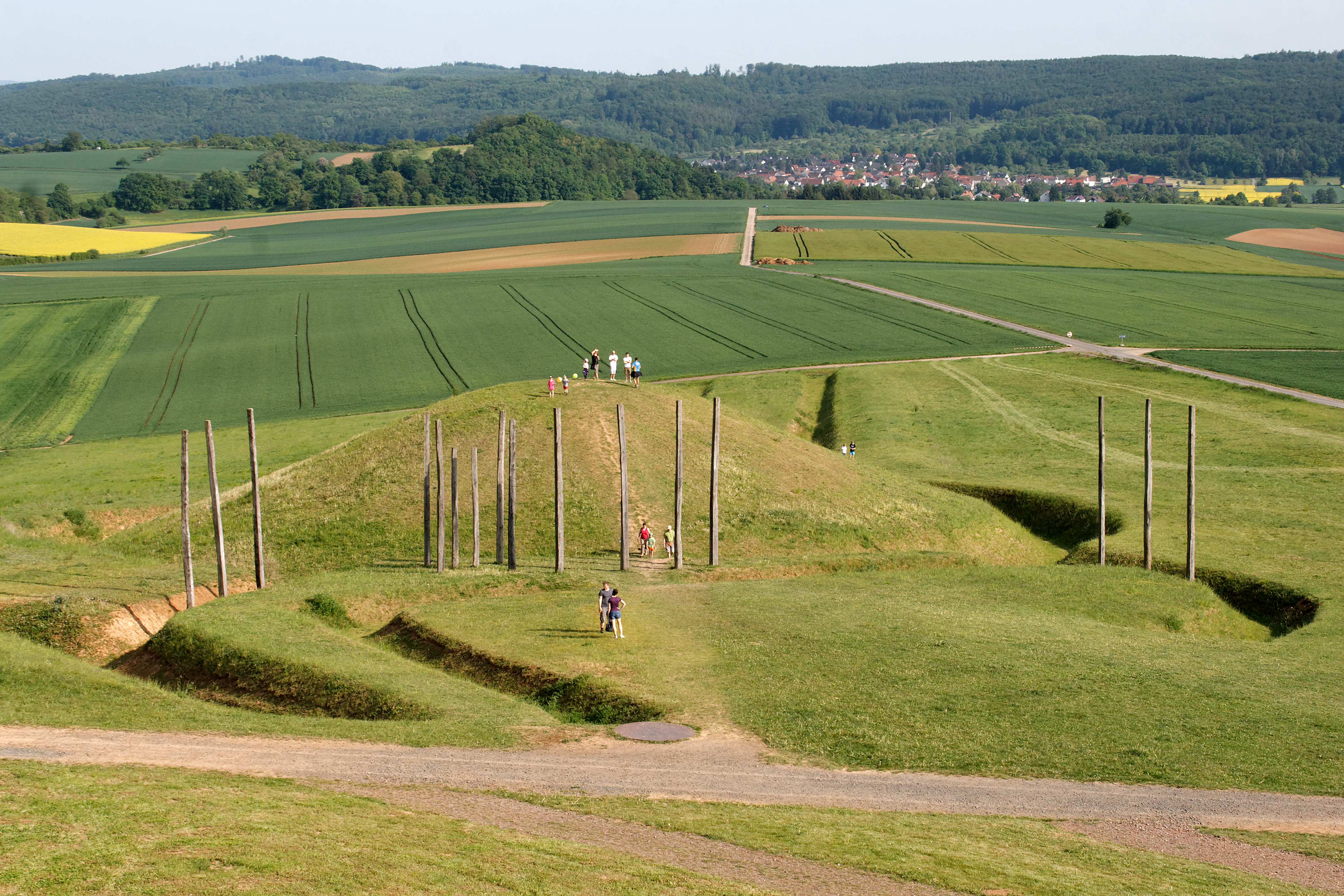
Le tumulus reconstitué dans la plaine.
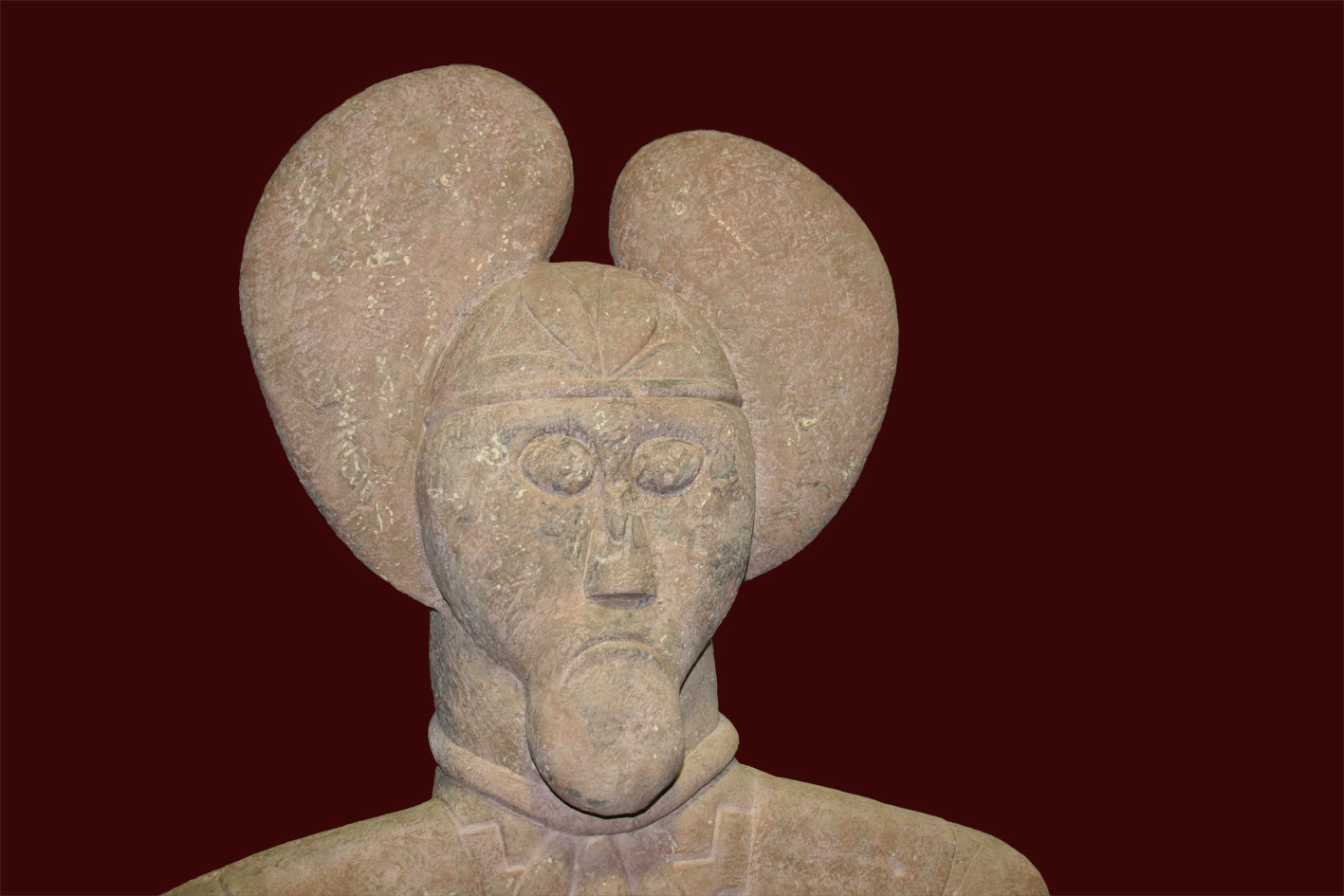
Visage du prince ou druide du Glauberg.
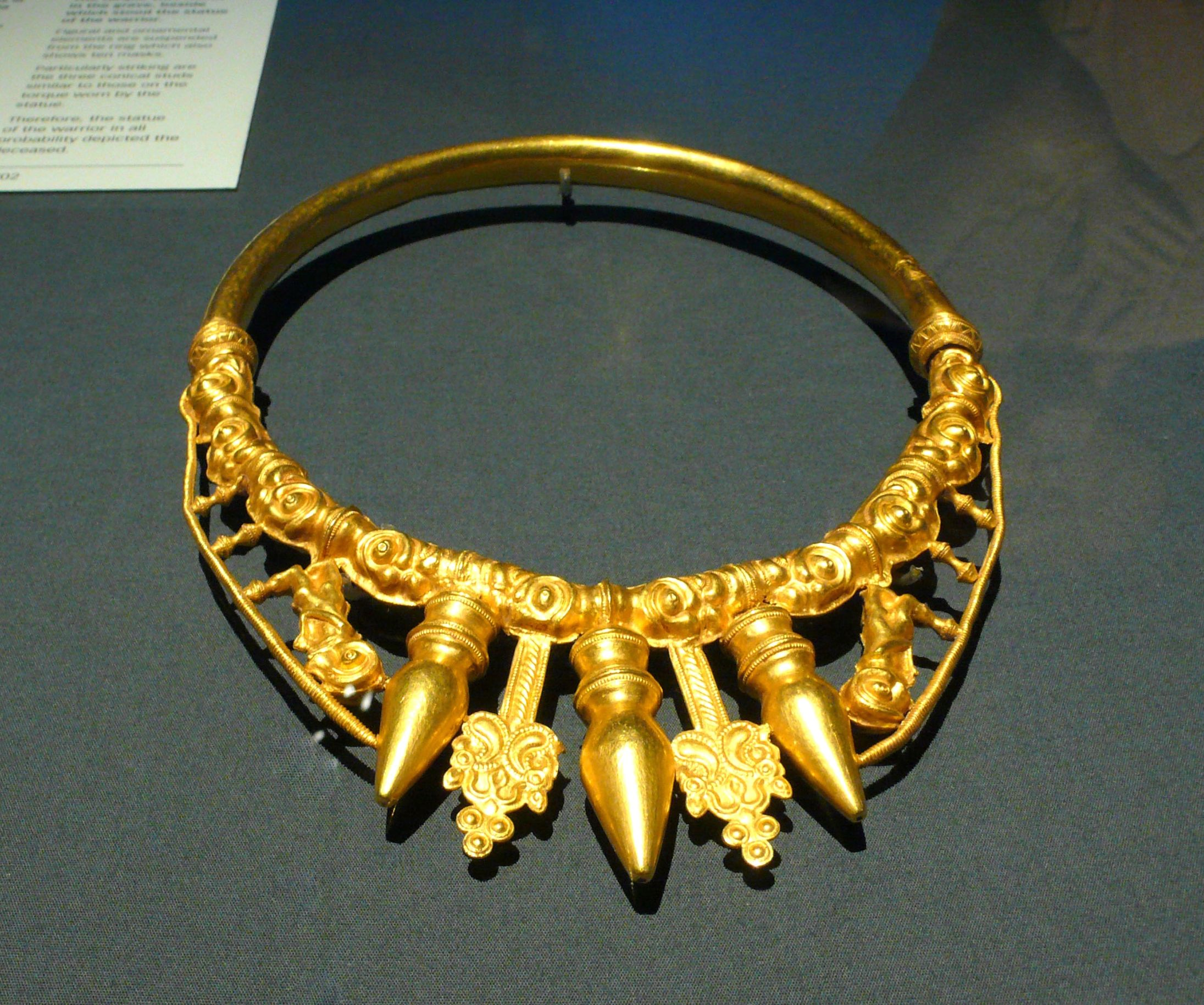
Torque d'or du Glauberg.

## Parc archéologique

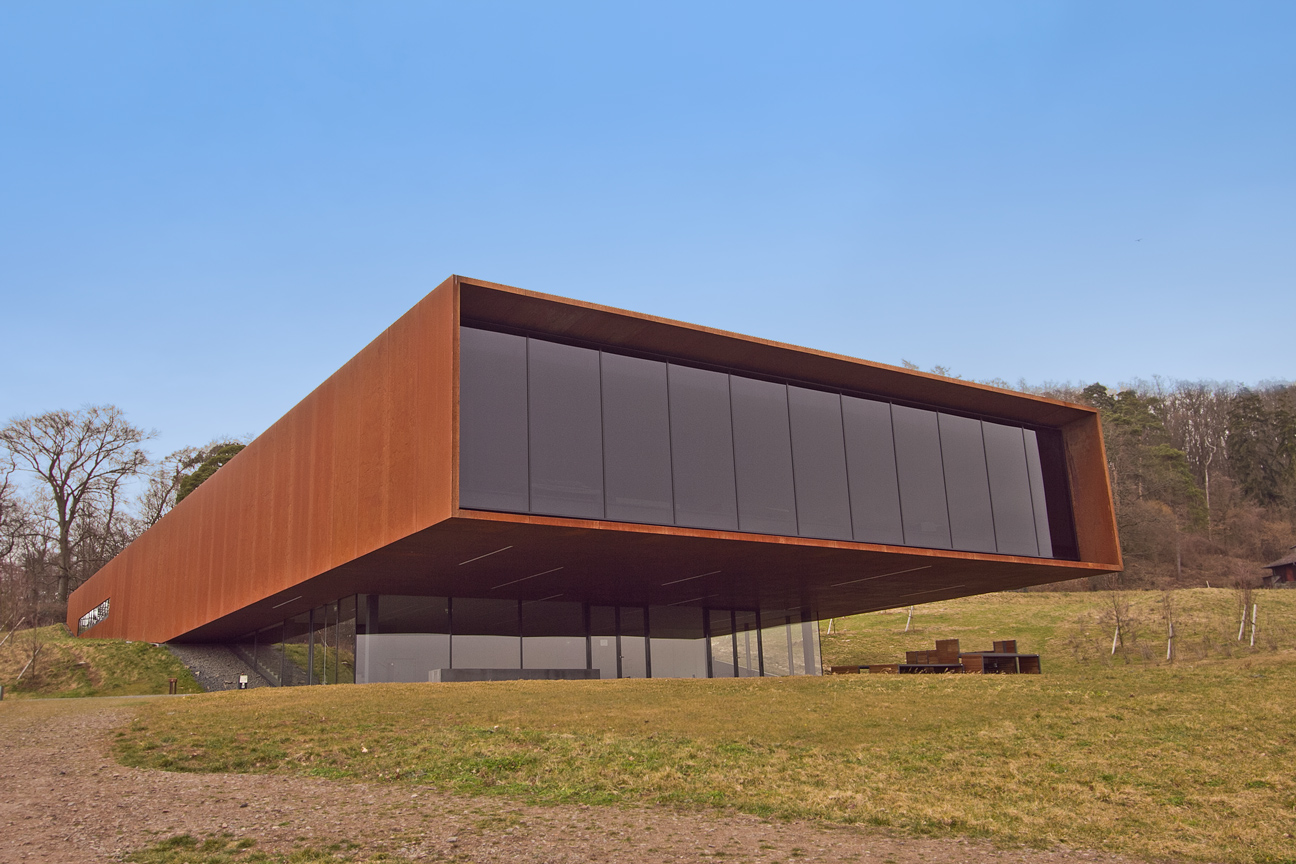
Musée du monde celte, au Glauberg

Le site a été intégré dans un parc archéologique aménagé par le Land de Hesse à partir de 2007. Il comprend un musée pédagogique qui a ouvert au public en 2011, l'aire historique du Glauberg, comprenant le tumulus reconstitué et le centre de recherche international sur la culture celte. Une partie des pièces découvertes ont été transférées au Musée archéologique de Darmstadt.